# Prima battaglia di Tiburon
La prima battaglia di Tiburon fu un episodio della rivoluzione haitiana.

## La battaglia
Il 2 febbraio 1794, verso sera, le forze britanniche attaccarono la città di Tiburon. Il posto era difeso da 500 soldati repubblicani di colore e 22 cannoni al comando di Thomas Madiou. Il rapporto del tenente colonnello inglese  Whithelocke valutò il numero totale di uomini presenti in 850, di cui 650 neri e 200 tra mulatti e bianchi. I cacciatori neri comandati da Jean Kina si rifugiarono a Irois · .
Nella notte tra il 2 ed il 3 febbraio, le navi inglesi cannoneggiarono la riva per poi far sbarcare le truppe comandate dal tenente colonnello Whitelocke e dal maggiore Spencer · .
Tiburon venne presa d'assalto e secondo il rapporto inglese i francesi lasciarono sul campo 50 caduti e 150 prigionieri, mentre i restanti riuscirono a fuggire a Les Cayes. · .